# Edgware Road (Bakerloo line do Metropolitano de Londres)
Edgware Road é uma estação do Metropolitano de Londres. Ela é uma estação da Bakerloo line. A estação está localizada no canto nordeste da junção de Edgware Road, Harrow Road e Marylebone Road. É adjacente ao viaduto Marylebone.
Não deve ser confundida com a estação Edgware Road nas linhas Circle, District e Hammersmith & City.

## História
A estação Edgware Road foi inaugurada em 15 de junho de 1907 pela Baker Street and Waterloo Railway (BS&WR, agora a linha Bakerloo) quando estendeu sua linha do terminal temporário do norte em Marylebone. Em comum com outras estações iniciais das linhas de propriedade da Underground Electric Railways Company of London, a estação foi projetada pelo arquiteto Leslie Green com uma fachada de terracota vidrada em vermelho sangue de boi. A BS&WR teve aprovação parlamentar para continuar a linha até a estação de Paddington, mas a rota aprovada, que fazia uma curva sob a estação da linha principal e terminava sob a junção de Sussex Gardens e Sussex Place no rumo sudeste, não era adequada para o plano da empresa. para se estender a oeste ou noroeste de Paddington. A BS&WR optou por não construir os túneis a oeste da Edgware Road enquanto considerava alternativas.

## Conexões
As linhas de ônibus de Londres 6, 16, 18, 98, 332 e 414 e as linhas noturnas N16, N18 e N98 servem a estação.